# Distrito de Nainital
Nainital (en hindi: नैनीताल ज़िला) es un distrito de la India en el estado de Uttarakhand. Código ISO: IN.UL.NA.
Comprende una superficie de 3853 km².
El centro administrativo es la ciudad de Nainital.

## Demografía
Según censo 2011 contaba con una población total de 955128 habitantes, de los cuales 461 013 eran mujeres y 494 115 varones.